# 마카오 피셔맨스워프

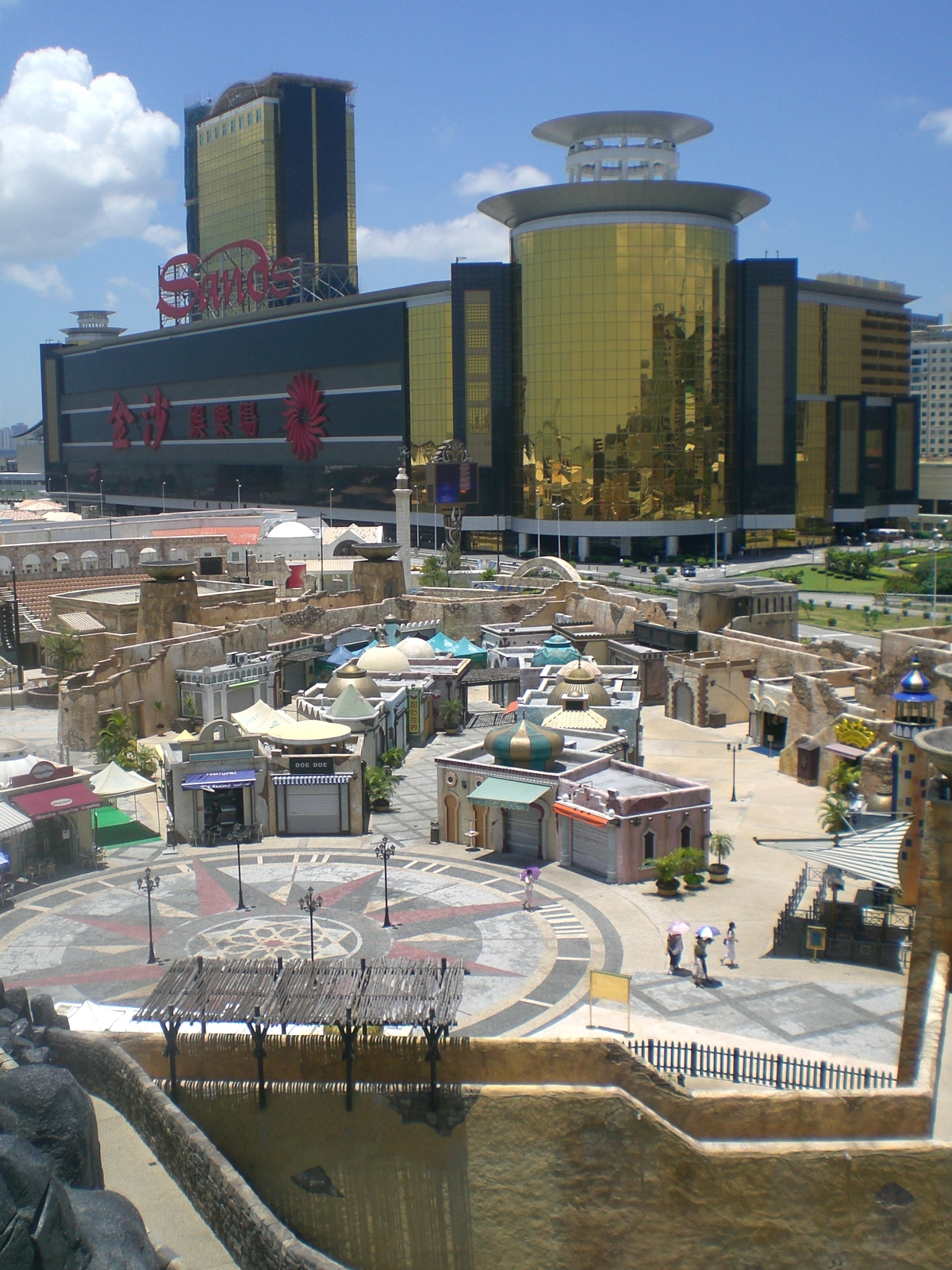

마카오 피셔맨스워프(영어: Macau Fisherman's Wharf, 중국어: 澳門漁人碼頭, 포르투갈어: Doca dos Pescadores)는 마카오의 테마파크이다.